# Nawal El Moutawakel
Nawal El Moutawakel (arab. نوال المتوكل; ur. 15 kwietnia 1962 w Casablance) – marokańska lekkoatletka, płotkarka specjalizująca się w biegu na 400 m, mistrzyni olimpijska. 
El Moutawakel zdobyła złoty medal igrzysk olimpijskich w 1984. Została tym samym pierwszą muzułmanką i Afrykanką, która zdobyła tytuł mistrzyni olimpijskiej, a także pierwszą w historii mistrzynią olimpijską na tym dystansie. Jej zwycięstwo było ważnym wydarzeniem dla sportu kobiet w Maroku i innych krajach muzułmańskich. Król Maroka nakazał wszystkim dziewczynkom urodzonym w dniu jej zwycięstwa nadać imię mistrzyni olimpijskiej.
W 1995 została członkiem rady Międzynarodowego Stowarzyszenia Federacji Lekkoatletycznych, w 1998 – członkiem Międzynarodowego Komitetu Olimpijskiego. El Moutawakel była również ambasadorem dobrej woli UNICEF.